# Lersø Parkallé
 Der er for få eller ingen kildehenvisninger i denne artikel, hvilket er et problem. Du kan hjælpe ved at angive troværdige kilder til de påstande, som fremføres i artiklen.

Lersø Parkallé er en ca. 2½ km lang allé, der på et langt stykke danner bydelsgrænsen mellem Ydre Østerbro og Ydre Nørrebro. Lersø Parkallé begynder mod syd ved Jagtvej og ender mod nordvest ved Tuborgvej. Gaden hed før 1951 Klædebo Park Allé.

## Historie
Navnet hentyder til, at vejen løber ovenpå den gamle udtørrede Lersø, der strakte sig fra Nørrebrogade til Lyngbyvej. Lersøen var en af de få naturlige søer på Østerbro, men den groede til mose og blev i løbet af 1800-tallet helt tørlagt. Endnu omkring år 1900 var den et vildt morads, hvor nogle hundrede sølle eksistenser – kendt som "lersøbøller" – holdt til i huler og hytter. Lersøbøllerne har angiveligt stået model til Storm P.'s tegninger af fornøjede vagabonder, hvis liv vist var mindre fornøjeligt.
Kurvemagere fra byen hentede endnu langt ind i det 20. århundrede materialer i Lersøens kratskove. En del af området blev i 1911 udlagt som offentligt anlæg og kaldt Lersøparken. Lersø Parkallé er anlagt efter 2. verdenskrig som en forlængelse af den tidligere Klædebo Park Allé mellem Jagtvej og Haraldsgade. Første etape af gaden anlagdes dog allerede i 1890'erne. Alleen var tænkt som en forbindelse mellem Fælledparken og Utterslev Mose, men det varede næsten 50 år, før vejforløbet var en realitet.
Lersø Parkallé har fået sit navn i to omgange: Stykket syd for jernbanen fik navn i 1937, men da parkalleen dengang endte ved jernbanen, var der ingen grund til at stykket nord for banen fik samme navn. Først i 1951, da to dele blev forbundet med en tunnel under jernbanen, fik de samme navn.
Den nordlige del af vejen fik i 1928 officielt navnet Parkalléen, og det passer rigtigt godt, for den var anlagt med en betydelig bredde og med græsplæner og træbeplantning. I en periode herefter fik den navnet Klædebo Parkallé, efter beliggenheden i Klædebo Kvarter, men det navn forsvandt, da de to dele af vejforløbet blev forenet.

## Beskrivelse
Lersø Parkallé danner Nørrebros nordlige grænse mod Østerbro og danner et grønt bælte med store allétræer og grønne områder langs vejen. Alleen har karakter af et åbent stort park- og alléstrøg og bærer præg af at være en af hovedfærdselsårene ind mod København.
Lersøgrøften løber langs S-banen fra Mindelunden til Tagensvej og går således under både Lersø Parkallé og Lyngbyvej. Den var tidligere Københavns sidste åbne kloak men er nu rørlagt som Danmarks første og mest moderne underjordiske vandmotorvej, der kan lede op til 15.000 liter regn- og spildevand i sekundet fra det nordlige København ud til rensningsanlæggene ved Svanemøllen.